# Stephen Clarke
Stephen Clarke (* 1958 St. Albans, Spojené království Velké Británie a Severního Irska) je britský spisovatel a novinář žijící ve Francii, který se proslavil především sérií humoristických románů s postavou Paula Westa. Ve svém díle se zaměřuje hlavně na francouzskou kulturu.

## Dílo

### Romány
- Merde! Rok v Paříži (A Year in the Merde (2004), české vydání: Albatros, Praha 2007, přeložil Richard Podaný)
- Už zase skáču přes Merde! (Merde Actually (2006), české vydání: Albatros, Praha 2008, přeložil Richard Podaný)
- Celkem jde o Merde (Merde Happens (2007), české vydání: Albatros, Praha 2009, přeložil Richard Podaný)
- Merde Impossible (Dial M for Merde (2008), české vydání: Plus, Praha 2010, přeložil Richard Podaný)
- Faktor Merde (Merde Factor (2012), české vydání: Plus, Praha 2013, přeložil Richard Podaný)
- Merde po evropsku (Merde in Europe (2016), české vydání: Plus 2016, přeložil Richard Podaný)

### Ostatní
- Tak pravil hlemýžď (Talk to the Snail (2006), české vydání: Plus, Praha 2011, přeložil Ivan Vávra)
- 1000 Years of Annoying the French (2010)
- Obnažená Paříž (Paris Revealed (2011), české vydání: Plus, Praha 2012, přeložil Štěpán Hnyk)